# Medalha Mário de Andrade (IPHAN)
A Medalha Mário de Andrade é uma das principais honrarias concedidas pelo Instituto do Patrimônio Histórico e Artístico Nacional (IPHAN), criado em 2017 para homenagear pessoas, entidades da sociedade civil e instituições públicas que contribuíram com as ações do IPHAN para a salvaguarda do patrimônio cultural brasileiro.
As características da medalha são: de formato circular, com dois círculos concêntricos, o anverso é identificado com a imagem de Mário de Andrade, poeta, contista, cronista, romancista, musicólogo, historiador de arte, crítico e fotógrafo brasileiro. No ano de 1936, ele foi convidado por Gustavo Capanema, então Ministro da Educação e Saúde, a escrever um anteprojeto para a criação de um órgão de preservação do patrimônio em nível nacional, segundo solicitação do então governante do Brasil, Getúlio Vargas. Após a criação do SPHAN, foi delegada a ele a direção da 4ª Região do IPHAN, que compreendia os estados de São Paulo, Mato Grosso, Paraná, Santa Catarina e Rio Grande do Sul.

## Pessoas e instituições condecoradas
| Ano  | Nome                                                          | Categoria           | Ref.          |
| ---- | ------------------------------------------------------------- | ------------------- | ------------- |
| 2017 | Instituto de Estudos Brasileiros da Universidade de São Paulo | Instituição         | [ 1 ] [ 9 ]   |
| 2017 | Rodrigo Melo Franco                                           | Presidente do IPHAN | [ 1 ]         |
| 2017 | Aloísio Magalhães                                             | Presidente do IPHAN | [ 1 ]         |
| 2017 | Augusto Carlos da Silva Telles Júnior                         | Presidente do IPHAN | [ 1 ]         |
| 2017 | Renato Soeiro                                                 | Presidente do IPHAN | [ 1 ]         |
| 2017 | Jurema Machado                                                | Presidente do IPHAN | [ 10 ]        |
| 2017 | Luiz Fernando de Almeida                                      | Presidente do IPHAN | [ 10 ]        |
| 2017 | Glauco Campello                                               | Presidente do IPHAN | [ 10 ]        |
| 2017 | Antonio Arantes                                               | Presidente do IPHAN | [ 10 ] [ 11 ] |
| 2017 | Angelo Oswaldo                                                | Presidente do IPHAN | [ 10 ]        |
| 2017 | Maria Elisa Costa                                             | Presidente do IPHAN | [ 10 ]        |
| 2017 | Conselho Consultivo do Patrimônio Cultural                    | Instituição         | [ 1 ]         |
| 2017 | Ministério da Cultura (Brasil)                                | Instituição         | [ 1 ]         |
| 2017 | Ministério do Turismo (Brasil)                                | Instituição         | [ 1 ]         |
| 2017 | Ministério da Educação (Brasil)                               | Instituição         | [ 1 ]         |
| 2017 | Ministério do Meio Ambiente (Brasil)                          | Instituição         | [ 1 ]         |
| 2017 | Museus Federais Brasileiros                                   | Instituição         | [ 1 ]         |
| 2017 | Museu de Belas Artes do Rio de Janeiro                        | Instituição         | [ 1 ]         |
| 2017 | Museu Histórico e Artístico Nacional                          | Instituição         | [ 1 ]         |
| 2017 | Museu Nacional (Rio de Janeiro)                               | Instituição         | [ 1 ]         |
| 2017 | Banco Interamericano de Desenvolvimento                       | Instituição         | [ 1 ]         |
| 2017 | Ministério Público Federal                                    | Instituição         | [ 1 ]         |
| 2017 | Fundação Roberto Marinho                                      | Instituição         | [ 1 ] [ 12 ]  |
| 2017 | UNESCO                                                        | Instituição         | [ 1 ] [ 13 ]  |
| 2017 | Banco Nacional de Desenvolvimento Econômico e Social          | Instituição         | [ 1 ] [ 14 ]  |
| 2017 | Servidores do IPHAN                                           | Pessoas             | [ 1 ]         |
| 2017 | Sérgio Ferretti                                               | Pessoa              | [ 15 ]        |
| 2017 | Jandir Silva Gonçalves                                        | Pessoa              | [ 15 ]        |
| 2017 | Stella Regina Soares de Brito                                 | Pessoa              | [ 15 ]        |
| 2017 | Zelinda Machado de Castro Lima                                | Pessoa              | [ 15 ]        |
| 2017 | Gina Guelman Gomes Machado                                    | Pessoa              | [ 16 ]        |
| 2017 | Letícia Costa Rodrigues Vianna                                | Pessoa              | [ 16 ]        |
| 2017 | Maria Laura Viveiros de Casto Cavalcanti                      | Pessoa              | [ 16 ]        |
| 2017 | Ricardo Gomes Lima                                            | Pessoa              | [ 16 ]        |
| 2017 | Zulmira Canário Pope                                          | Pessoa              | [ 16 ]        |
| 2017 | Nilcemar Nogueira                                             | Pessoa              | [ 9 ]         |
| 2017 | Carol Abreu                                                   | Pessoa              | [ 17 ]        |
| 2017 | José Antonio de Carvalho                                      | Pessoa              | [ 17 ]        |
| 2017 | Celso Perota                                                  | Pessoa              | [ 17 ]        |
| 2017 | Antônio César Caldas Pinheiro                                 | Pessoa              | [ 18 ]        |
| 2017 | Maria Margareth Escobar Ribas Lima                            | Pessoa              | [ 19 ]        |
| 2018 | Marcos Vinicios Vilaça                                        | Pessoa              | [ 20 ]        |
| 2018 | Mãe Stella de Oxóssi                                          | Pessoa              | [ 21 ]        |
| 2018 | Mário Mendonça de Oliveira                                    | Pessoa              | [ 21 ]        |
| 2018 | Paulo Ormindo de Azevedo                                      | Pessoa              | [ 21 ]        |
| 2018 | Eduardo Furtado de Simas                                      | Pessoa              | [ 21 ]        |
| 2018 | Olympio José Trindade Serra                                   | Pessoa              | [ 21 ]        |
| 2018 | Ordep Serra                                                   | Pessoa              | [ 21 ]        |
| 2018 | Cármen Lúcia Dantas                                           | Pessoa              | [ 22 ]        |
| 2018 | Celso Brandão                                                 | Pessoa              | [ 22 ]        |
| 2018 | Francisco Alberto Salles                                      | Pessoa              | [ 22 ]        |
| 2018 | Tânia de Maya Pedrosa                                         | Pessoa              | [ 22 ]        |
| 2018 | Sávio de Almeida                                              | Pessoa              | [ 22 ]        |
| 2018 | Josymare Ferrare                                              | Pessoa              | [ 22 ]        |
| 2018 | Frederico Almeida                                             | Pessoa              | [ 23 ]        |
| 2018 | José Luiz Mota Menezes                                        | Pessoa              | [ 23 ]        |
| 2018 | Marcos Albuquerque                                            | Pessoa              | [ 23 ]        |
| 2018 | Manoel Paulo                                                  | Pessoa              | [ 23 ]        |
| 2018 | Rubem Bernardino                                              | Pessoa              | [ 23 ]        |
| 2018 | Fernanda Gusmão                                               | Pessoa              | [ 23 ]        |
| 2018 | Rosana Pinhel Mendes Najjar                                   | Pessoa              | [ 24 ]        |
| 2018 | Salma Saddi Waress de paiva                                   | Pessoa              | [ 24 ]        |
| 2018 | Monica Castro de Oliveira                                     | Pessoa              | [ 24 ]        |
| 2018 | Mônica da Costa                                               | Pessoa              | [ 24 ]        |
| 2018 | Mauro Bondi                                                   | Pessoa              | [ 24 ]        |
| 2018 | Mario Aloisio Melo                                            | Pessoa              | [ 24 ]        |
| 2018 | Sandra Gama de Araújo                                         | Pessoa              | [ 24 ]        |
| 2018 | Jurema Arnaut                                                 | Pessoa              | [ 24 ]        |
| 2018 | Frederico Faria Neves Almeida                                 | Pessoa              | [ 24 ]        |
| 2018 | Claudia Maria Pinheiro Storino                                | Pessoa              | [ 24 ]        |
| 2018 | Cremilda Martins de Albuquerque                               | Pessoa              | [ 23 ] [ 24 ] |
| 2018 | Cláudia Márcia Ferreira                                       | Pessoa              | [ 24 ]        |
| 2018 | Célia Maria Corsino                                           | Pessoa              | [ 24 ]        |
| 2018 | Carlos Fernando de Moura Delphim                              | Pessoa              | [ 24 ]        |
| 2018 | Silvia Puccioni                                               | Pessoa              | [ 24 ]        |
| 2018 | Cyro Ilídio Corrêa Lyra                                       | Pessoa              | [ 24 ]        |
| 2018 | José Tabacow                                                  | Pessoa              | [ 24 ]        |
| 2018 | Elias Veran                                                   | Pessoa              | [ 24 ]        |
| 2018 | Fátima Gomes                                                  | Pessoa              | [ 24 ]        |
| 2018 | Bernadete Porto                                               | Pessoa              | [ 24 ]        |
| 2019 | Fátima R. Althoff                                             | Pessoa              | [ 25 ]        |